# U-45号潜艇 (1938年)
U-45号（德語：U 45）是纳粹德国战争海军建造的二十四艘VII-B型潜艇（或称U艇）的首艇。它由基尔的日耳曼尼亚船厂承建，于1938年4月27日下水，至同年6月25日交付使用。第二次世界大战期间，该艇曾执行过两次巡逻作战，共击沉2艘同盟国或中立国商船，累积总吨位为19,313吨。1939年10月14日，U-45号在爱尔兰岛西南部的的北大西洋遭英国驱逐舰英格尔菲尔德号、艾凡赫号、勇猛号和伊卡洛斯号投掷的深水炸弹击沉，艇内38名官兵全数阵亡。

## 设计

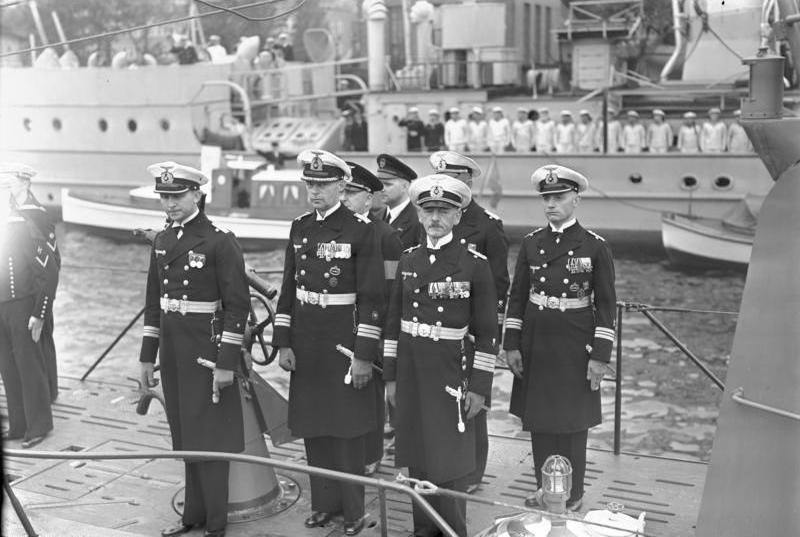
U-45号的入役仪式

由于原有VII-A型潜艇的燃料容量有限而导致航程不足，战争海军于1936年又设计建造了24艘VII-B型潜艇作为改进版。为了提高操纵性和转向性能，他们在两副螺旋桨后部设计了两片舵，并增大舵面面积。VII-B型艇的内部空间更大，因此可在外部鞍状水舱内多装载33吨燃油。这种燃料舱是“自动加注”的——当柴油不断被消耗时，海水也不断进入该水舱以补偿浮力。艇艏和艇艉还设有纵倾平衡水舱，通过调整两端水量来防止潜艇在水下可能产生的纵倾和横摇。作为VII-B型的首艇，U-45号的全长增加了两米，达到66.50米，舷宽6.20米、高9.5米，并有4.74米的吃水深度，水上和水下排水量分别为753吨和857吨。动力采用两台日耳曼尼亚生产的F46型六缸四冲程1,400匹公制馬力（1,000千瓦特）涡轮增压柴油机用于水面运行，以及两台布朗-博韦里提供的GG UB 720/8型375匹公制馬力（280千瓦特）双作用电动发电机用于水下航行；水面最高航速17.2節（31.9每小時），水下8節（15每小時）；能够在水面以10節（19每小時）航速续航8,700海里（16,100），或以4節（7.4每小時）连续在水下航行90海里（170）而无需充电。
武器装备方面，U-45号装备有五具内置式鱼雷发射管——艇艏四具、艇艉一具。相较于VII-A型艇，其艇艉的鱼雷发射管设计在耐压壳体内部、两片舵之间，鱼雷可以由此向外发射。在轮机舱甲板下方还配备了用于艇艉的鱼雷装填系统，耐压壳体与甲板室之间一前一后还设计有外置鱼雷贮存装置，因此U-45号的鱼雷储备和发射能力也得以提升，可携带14枚G7型鱼雷或最多26枚TMA型水雷（TMB型则为39枚）。此外，该艇还搭载有一门配备220发弹药的88毫米35式速射炮以及一门配备1,195发弹药20毫米30式高射炮作为甲板炮。其标准船员编制为4名军官及40－56名水兵。

## 历史
1936年11月21日，海军造舰局根据《英德海军协定》的要求，正式将十一艘VII-B型潜艇（U-45至U-55号）的建造合同发包予基尔的日耳曼尼亚船厂。其中U-45号于次年2月23日开始铺设龙骨，建造序列为580。经过十四个月的建造，它于1938年4月27日下水，至同年6月25日在前U-1号艇长、海军上尉亚历山大·格尔哈尔的指挥下交付使用。完成海试后，该艇加入驻基尔的“韦格纳”潜艇区舰队，先后担任训练艇和前线艇直至1939年10月14日沉没。1939年5月至6月期间，U-45号也曾伙同U-39、U-46、U-47和U-51号一起参加了在北大西洋和比斯开湾的潜水和护航演练。
第二次世界大战期间，U-45号执行了两次巡逻，共计击沉2艘同盟国或中立国商船，累积总吨位为19,313吨。

### 作战巡逻
1939年8月19日12:00，U-45号在格尔哈尔的指挥下离开基尔，前往北大西洋、爱尔兰岛西北部和西部海域执行首次巡逻。经过为期二十八天、水面行程4,799海里（8,888）、水下行程66.4海里（123.0）的航行后，该艇于9月15日12:15经威廉皇帝运河返抵基尔，期间没有袭击任何舰船。
三周后，U-45号于10月9日从基尔启程执行第二次、也是最后一次巡逻，前往北大西洋游弋，从此再未归航。10月14日上午，该艇在法斯耐特西南约230海里（430）处袭击了无实际护航的的KJF-3号船队，并报称击沉三艘大型轮船。事实上，被击沉的只有9,205总吨的英国货轮埃文湖号（Lochavon）和重达10,108总吨的法国货轮布列塔尼号（Bretagne），注册吨位为10,350总吨的另一艘英国货轮卡拉米亚号（Karamea）则得益于鱼雷过早引爆而幸免于难。闻讯赶来的英国第3驱逐区舰队驱逐舰英格尔菲尔德号、艾凡赫号、勇猛号和伊卡洛斯号随即对U-45号展开追击，并在50°58′N 12°57′W / 50.967°N 12.950°W、即编号为BE-3311的海军网格处合力投掷深水炸弹将其击沉，艇内38名官兵全数阵亡。

## 袭击历史摘要
| 日期           | 船名       | 船籍 | 吨位   | 结局 |
| -------------- | ---------- | ---- | ------ | ---- |
| 1939年10月14日 | 埃文湖号   | 英国 | 9,205  | 击沉 |
| 1939年10月14日 | 布列塔尼号 | 法國 | 10,108 | 击沉 |

## 脚注
1. 1 2  加洛普，第72頁.
2. ↑  威廉生，第10頁.
3. 1 2  Gröner 1991，第43–44頁.
4. 1 2  . U-Boot-Archiv.   [2024-04-21]. （原始内容存档于2024-04-21）.
5. 1 2  Helgason, Guðmundur. . German U-boats of WWII - uboat.net.   [2024-04-21]. （原始内容存档于2022-10-07）.
6. 1 2  Helgason, Guðmundur. . German U-boats of WWII - uboat.net.   [2024-04-21]. （原始内容存档于2021-12-06）.
7. ↑  Helgason, Guðmundur. . German U-boats of WWII - uboat.net.   [2024-04-21]. （原始内容存档于2009-01-09）.
8. ↑  Helgason, Guðmundur. . German U-boats of WWII - uboat.net.   [2024-04-21]. （原始内容存档于2023-02-07）.
9. ↑  Helgason, Guðmundur. . German U-boats of WWII - uboat.net.   [2024-04-21]. （原始内容存档于2020-08-08）.
10. ↑  Blair，第149頁.